# さいたま市立宮前中学校
さいたま市立宮前中学校（さいたましりつ みやまえちゅうがっこう）は、埼玉県さいたま市西区宮前町にある公立中学校。

## シンボル
校樹はクスノキ。校歌は宮沢章二作詞、奥村一作曲。

## 沿革
- 1979年（昭和54年）
  - 4月1日 - 大宮市立宮前中学校として、大宮市立日進中学校から分離、大宮市宮前町1467番地の1に開校[1]。
  - 5月9日 - 校章制定[1]。
  - 6月25日 - 校舎全面使用可となる[1]。この日を開校記念日とする[1]。
  - 10月8日 - 校旗・校歌制定[1]。
- 1980年（昭和55年） - 校舎・体育館落成式[3]。プール完成。
- 1981年（昭和56年） - 窯芸室完成[3]。
- 1982年（昭和57年） - リソースセンターに2教室増設[3]。川越線線路沿い運動場拡張[3]。
- 1988年（昭和63年） - 創立10周年記念式典（校歌碑建立、学校の木を樟に選定・植樹）[3]。
- 1990年（平成2年） - 管理棟南面塗装[3]。第二校庭整備[3]。
- 1992年（平成4年） - 第7回大宮市民漫画展で3年連続漫画大賞受賞[3]。
- 1993年（平成5年） - コンピュータ室完成[3]。
- 1995年（平成7年） - 武道場完成[3]。
- 1998年（平成10年） - 創立20周年記念式典[3]。
- 1999年（平成11年） - 体育館外壁塗装[3]。学校協議会発足[3]。
- 2000年（平成12年） - 駐車場内畑地を整地[3]。調理室・被服室床改修[3]。
- 2001年（平成13年） - プール循環浄化装置改修[3]。三市合併に伴い、さいたま市立宮前中学校となる[3]。
- 2003年（平成15年） - 校訓「みやまえ」看板設置[3]。
- 2004年（平成16年） - 給食室新設、体育倉庫改築[3]。
- 2018年（平成30年） - 創立40周年記念式典[3]。

## 通学区域
- 日進町（一部）[4]
- 宮前町[4]
- 内野本郷[4]

## 進学前小学校
- さいたま市立日進北小学校[5][6]
- さいたま市立つばさ小学校[6]
- さいたま市立宮前小学校[7]

## 学区内の主な施設
- 氷川社[8]